# Grasläufer

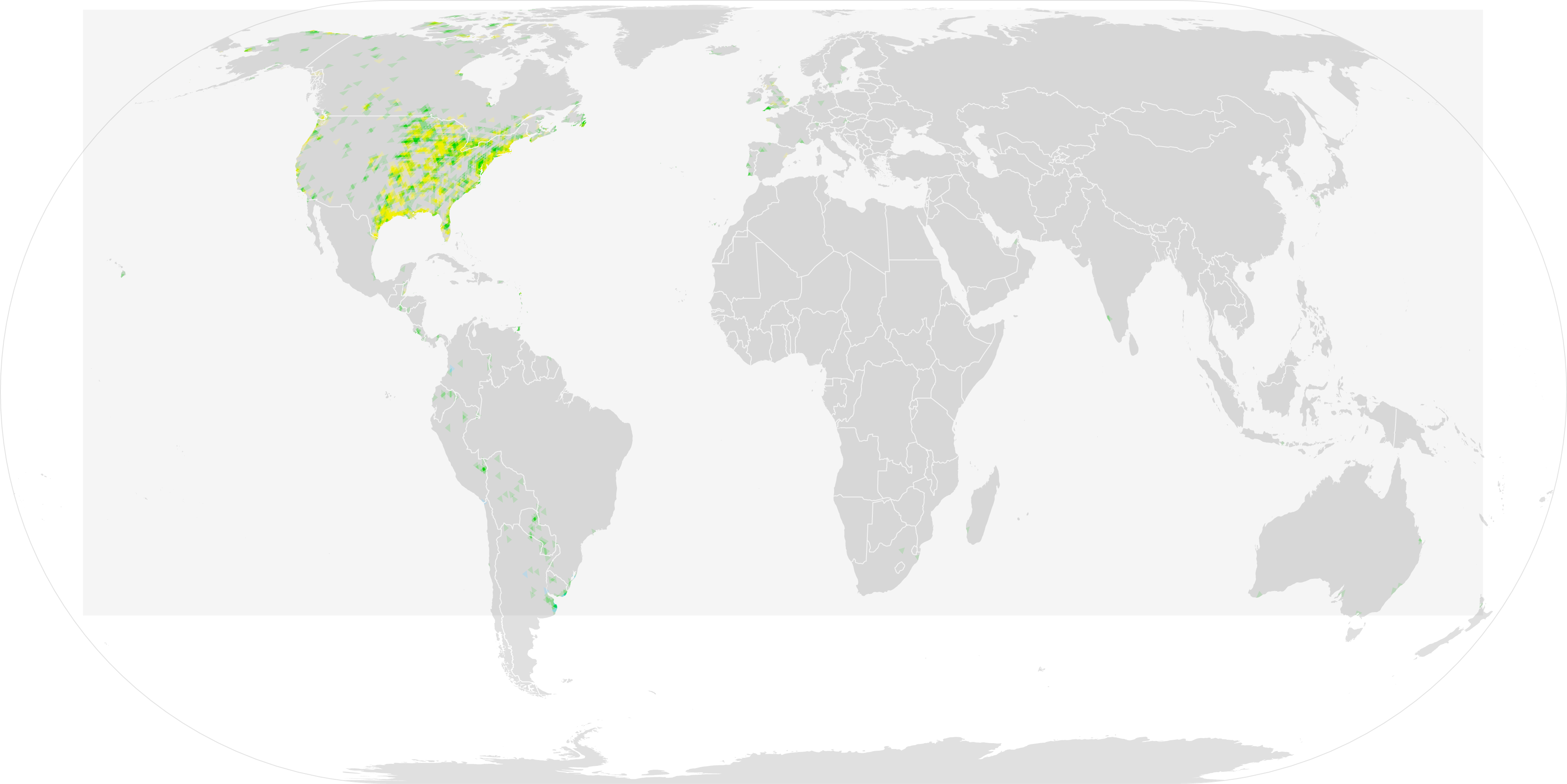
Verbreitungsgebiet

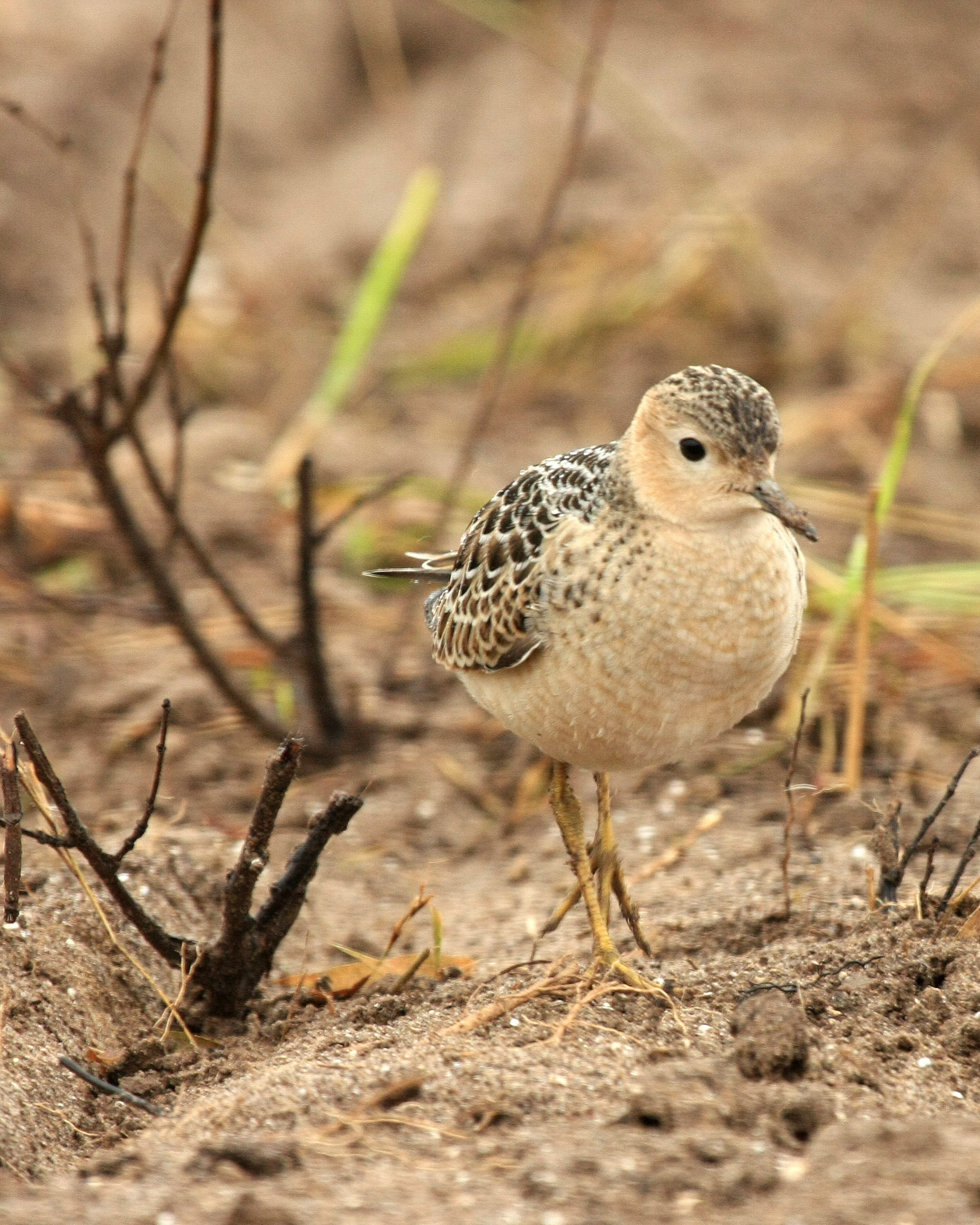
Grasläufer

Der Grasläufer (Calidris subruficollis, Syn.: Tryngites subruficollis, Tringa subruficollis) ist ein kleiner Watvogel, der in Nordamerika vorkommt und ist ein seltener Irrgast, also eine Ausnahmeerscheinung in Europa. Am häufigsten wird er in Großbritannien beobachtet, wo sich zwischen 1958 und 1982 insgesamt 680 Individuen einfanden. Dabei handelt es sich meist um Jungvögel, die im Frühherbst dorthin verdriftet werden. In Deutschland wurde er zwischen 1977 und 1997 insgesamt achtzehn Mal beobachtet.

## Merkmale
Der Grasläufer erreicht eine Körperlänge von 18 bis 20 Zentimeter. Die Flügelspannweite beträgt 43 bis 48 Zentimeter. Das Gewicht variiert zwischen 55 und 75 Gramm.
Der Grasläufer hat ein sandfarbenes Gefieder. Das Rückengefieder ist deutlich dunkler und weist eine dunkle Fleckung auf. Auffällig ist das dunkle Auge, das sich deutlich vom hellen Gefieder abhebt. Die Beine sind orange-gelb. Der Schnabel ist dunkel. Auffällig ist, dass die Art beim Gehen die Füße weit anhebt. Der Abflug erfolgt meist niedrig über dem Boden. Während des Nahrungserwerbs auch schnell rennend. Die Fluchtdistanz zum Menschen ist häufig sehr gering, bei Beunruhigung nehmen sie häufig zunächst eine starre Haltung an.

## Lebensweise
Der Grasläufer brütet in den mit Gräsern bewachsenen Ebenen der Tundra des nördlichen Nordamerikas. Er ist ein Langstreckenzieher, der über Zentral-Nordamerika hinweg in den Süden Südamerikas zieht. Sein Hauptüberwinterungsgebiet liegt in Argentinien, insgesamt erstreckt sich das Winterquartier über das Zentrum Südamerikas und reicht vom Süden Bolivien bis in den Norden Argentiniens. Während des Durchzugs findet er sich auf Trockenrasen, Weideflächen, kurzrasigen Prärien, Golfplätzen, Flughäfen, Rieselfeldern und Brachäckern ein.
Der Grasläufer wird als sogenannter Irrgast regelmäßig in Europa beobachtet, meist in Großbritannien. Hier vor allem in Schottland und Irland. Er tritt in Europa gelegentlich sogar in kleinen Schwärmen auf.
Der Grasläufer hält sich gerne auf frisch gepflügten Feldern auf. Er ist gegenüber dem Menschen verhältnismäßig zutraulich und außerhalb der Brutzeit beispielsweise auch auf Golfplätzen oder Flugplätzen zu beobachten. Seine Nahrung sind Insekten. Der Grasläufer brütet am Boden. Ein Gelege umfasst durchschnittlich vier Eier.
Der Grasläufer ist von Habitatverlust betroffen, der zu einem Rückgang des Bestandes führt. Er wird daher von der IUCN als gefährdet eingestuft.

## Etymologie und Forschungsgeschichte
Die Erstbeschreibung des Grasläufers erfolgte 1819 durch Louis Pierre Vieillot unter dem wissenschaftlichen Namen Tringa subruficollis. Als Verbreitungsgebiet gab er Paraguay an, basierend auf Chorlito del garganta blanca acanelada von Félix de Azara. 1804 führte Blasius Merrem die neue Gattung Calidris ein. Dieser Name hat sein Ursprung in καλιδρις, σκαλιδρις calidris, skalidris, deutsch ‚gesprenkelt‘ ein Name den Aristoteles für ein nicht identifizierten graufarbigen Wasservogel verwendete. Der Artname subruficollis ist ein Wortgebilde aus lateinisch sub ‚etwas‘, lateinisch rufus ‚rötlich, rotbraun‘ und lateinisch -collis, collum ‚-nackig, - kehlig, Nacken, Kehle‘. Alfred Laubmann hatte für sein Werk Die Vögel von Paraguay kein Balg zur Verfügung. Er sah die Art als Zugvogel in Paraguay und nur in den nordischen Wintermonaten als anwesend. Als Nachweise für das Land sah er Puerto Pinasco im Departamento Presidente Hayes durch Alexander Wetmore und das Departamento Alto Paraná durch Arnaldo de Winkelried Bertoni. Laubmann nannte die Art Tryngites subruficollis.

## Einzelbelege
1. ↑  Buff-breasted Sandpiper (Calidris subruficollis) bei HBW Alive
2. ↑  Hans-Günther Bauer, Einhard Bezzel und Wolfgang Fiedler (Hrsg.): Das Kompendium der Vögel Mitteleuropas: Alles über Biologie, Gefährdung und Schutz. Band 1: Nonpasseriformes – Nichtsperlingsvögel, Aula-Verlag Wiebelsheim, Wiesbaden 2005, ISBN 3-89104-647-2, S. 523
3. ↑  Sale, S. 199
4. ↑  Félix de Azara (1805), S. 320–321.
5. ↑  Louis Pierre Vieillot (1819), S. 465.
6. ↑  Blasius Merrem, S. 542.
7. ↑  Calidris The Key to Scientific Names. Edited by James A. Jobling
8. ↑  subruficollis The Key to Scientific Names. Edited by James A. Jobling
9. ↑  Alexander Wetmore (1926), S. 157.
10. ↑  Arnaldo de Winkelried Bertoni (1914), S. 39.
11. ↑  Alfred Laubmann (1939), S. 81.